# Memecylon pedunculatum
Memecylon pedunculatum är en tvåhjärtbladig växtart som beskrevs av Jacq.-fel.. Memecylon pedunculatum ingår i släktet Memecylon och familjen Melastomataceae.
Artens utbredningsområde är Madagaskar. Utöver nominatformen finns också underarten M. p. centrale.